# Mócúdži
Mócúdži (japonsky: 毛越寺) je buddhistický chrám sekty Tendai na území dnešního města Hiraizumi v prefektuře Iwate v Japonsku. Zakladatelem chrámu byl dle tradice mnich Ennin (円仁). Hlavním objektem uctívání je Jakuši Njorai (薬師如来), Buddha léčitel společně s bóddhisatvy Nikkó (日光菩薩, Nikkó bosacu) a Gakkó (月光菩薩, Gakkó bosacu).
Areál chrámu byl prohlášen za národní památku zvláštního významu (国の特別史跡, Kuni no tokubecušiseki) a zahrady chrámu za místo s malebnou vyhlídkou zvláštního významu (特別名勝, Tokubecu meišó).
Chrám Mócúdži je jednou z památek v katastru města Hiraizumi, které byly v roce 2011 zapsány na Seznam světového dědictví UNESCO pod společným označením Hiraizumi - chrámy, zahrady a vykopávky reprezentující buddhistickou Čistou zemi.